# Сватання на Гончарівці (п'єса)
«Сватання на Гончарівці» — соціально-побутова комедія Григорія Квітки-Основ'яненка. Перша редакція видана у 1836 році у Харкові — тоді п'єса була зовсім коротесенькою (всього 16 сторінок). Згодом Квітка-Основ'яненко значно переробив й доповнив п'єсу й вже, наприклад, коли п'єса «Сватання на Гончарівці» увійшла у посмертне зібрання його драматичних творів, що вийшло у Москві у 1862 році у Видавництві Панька Куліша, там п'єса вже була значно розширеною й мала 96 сторінок.

## Сюжет
Дія відбувається на Харківщині, у селі Гончарівка.
Одарка Шкурат свариться зі своїм чоловіком Прокопом, бо той п'є. Невдовзі до них підходить Кандзюба і пропонує посватати їхню доньку Улянку за свого сина Стецька. Спочатку Одарка з чоловіком проти — бо всі знають, що в Стецька немає клепки в голові, але зважаючи на його багатство, погоджуються. Сама ж Улянка проти такого шлюбу, бо їй подобається Олексій, але він кріпак. Олексій розуміє, що Уляну хочуть силою видати заміж за дурня й б'є Стецька, щоб той відмовився від дівчини, та Стецько не погоджується, бо дуже боїться свого батька. За допомогою хитрощів Олексійового дядька Уляна одружується з Олексієм, а Стецькові дають гарбуза.

## Персонажі
- Прокіп Шкурат. — голова родини Шкуратів
- Одарка — жінка Прокіпа Шкурата
- Уляна — вродлива донька Шкуратів
- Олексій — кріпак і коваль
- Павло Кандзюба — обиватель з-під Харкова
- Стецько — син обивателя Кандзюби
- Осип Скорик — відставний солдат, дядько Олексія
- Тиміш — обиватель з Заїківки
- Дівки — подруги Уляни.

## Мова
В основу літературної мови творів Квітки-Основ'яненка лягла харківська говірка української мови. Крім того Квітка вживає багато церковно-слов'янізмів, особливо коли йде мова про церкву, церковний побут і в діялогах попів. Крім того в діялогах, де виступають московити, їх Квітка-Основ'яненко часто наділяє таким суржиком з української та російської мови, де є чимало московських слів (веші, вор, звожчик, ящик тощо).

## Видання
Написання першої редакції п'єси Квітка-Основ'яненко завершив у 1835 році. Цензурний дозвіл на друкування першої редакції п'єси було дано у травні 1835 році. Перша редакція видана у 1836 році у Харкові — тоді п'єса була зовсім коротесенькою (всього 16 сторінок). Згодом Квітка-Основ'яненко значно переробив й доповнив п'єсу й вже, наприклад, коли п'єса «Сватання на Гончарівці» увійшла у посмертне зібрання його драматичних творів, що вийшло у Москві у 1862 році у Видавництві Панька Куліша, там п'єса вже була значно розширеною й мала 96 сторінок.
Сьогодні автограф одної з редакцій п'єси «Сватання на Гончарівці» зберігається в Інституті літератури імені Тараса Шевченка НАН України, відділ рукописів, ф. 67, № 66.
З ремарками та описом дійових осіб російською
- Грицько Квітка (Основ'яненко). Сватанє: малоросійська опера в трьох діях. Харків: В губернській типографии. 1836. 16 стор.
- Грицько Квітка (Основ'яненко). Сватання на Гончарівці: малороссійская опера // Грицько Квітка. Драматическія сочиненія в 2 томах: Том 1. СПб: Изданіє Одесскаго книгопродавца А. С. Великанова; Тіпографія Панька Куліша. 1862. 336 стор. С. 159—256

З ремарками та описом дійових осіб українською
- Грицько Квітка-Основ'яненко. Сватаньня на гончарівцї: українська оперета на трьої дїях // Грицько Квітка-Основ'яненко. Твори Григория Квітки-Основяненка у 2 т.: Т. 2. Львів: Виданє товариства «Просвіта». 1913. 552 стор.: С. 344—427 (Руска письменність II. 2.)
- Грицько Квітка-Основ'яненко. Сватанє на Гончарівці: українська оперета на 3 дії [Архівовано 3 жовтня 2018 у Wayback Machine.]. Jersey City: З друк. «Свободи», 1919. 75 стор.
- Григір Квітка-Основ'яненко. Сватання на Гончарівці: українська опера в 3 діях Львів: Друкарня наукового товариства імені Шевченка. 1928. 68 стор.
- Григір Квітка-Основ'яненко. Сватання на Гончарівці: малоросійська опера на 3 дії // Григір Квітка-Основ'яненко. Драматичні твори. Київ: Радянська школа. 1950. 244 стор.: С. 3-68 (Шкільна бібліотека класиків)

## Історія постановок
Вперше вистава за п'єсою поставлена у Харкові влітку 1836 року трупою Людвіга Млотковського, де роль Стецька дісталася Карпу Соленику. Опісля вистава вона посіла постійне місце в репертуарі багатьох труп.

## Похідні твори
Екранізації
- «Сватання на Гончарівці» (1958) — український радянський чорно-білий телевізійний фільм-спектакль режисера Ігоря Земгало за мотивами п'єси.